# Johan Devrindt
Johannes "Johan" Devrindt (født 14. april 1945 i Overpelt, Belgien) er en tidligere belgisk fodboldspiller (angriber).
Devrindt tilbragte størstedelen af sin karriere i hjemlandet, hvor han blandt andet var tilknyttet Anderlecht, Club Brugge og Lokeren. Han vandt fire belgiske mesterskaber med Anderlecht og ét med Club Brugge. Han havde desuden et udlandsophold hos PSV Eindhoven i Holland.
Devrindt spillede desuden 23 kampe for det belgiske landshold, hvori han scorede hele 15 mål. Han repræsenterede sit land ved VM i 1970 i Mexico, hvor han spillede to af holdets tre kampe.